# WPS Office
WPS Office (um acrônimo para Writer, Presentation and Spreadsheets, anteriormente conhecido como Kingsoft Office) é uma suíte de escritório escrito em C++ que roda em plataformas Windows, Linux,  Android e iOS. Desenvolvido pelo desenvolvedor de software chinês em Zhuhai, a Kingsoft. O WPS Office é um conjunto de softwares que é composto de três componentes principais: WPS Writer, WPS Presentation e WPS Spreadsheet.
A versão básica pessoal é gratuita para usar. Uma versão de nível profissional com todos os recursos também está disponível por uma taxa de inscrição. O WPS Office 2016 foi lançado em 2016. 
Em 26 de agosto de 2018, o WPS Office foi lançado na Microsoft Store.

## História
O WPS Office começou inicialmente como Super-WPS (Super WPS Word Processing System, então conhecido simplesmente como WPS), lançado em 1988 como um processador de texto que rodava em sistemas DOS e era vendido pela HONG KONG KINGSUN COMPUTER CO., LTD. Foi o primeiro processador de texto chinês projetado e desenvolvido para o mercado da China continental. O WPS começou a ser usado no final dos anos 80.